# Carolina Ramírez
Pour les articles homonymes, voir Ramírez.

Carolina Ramírez Quintero, née le 20 juin 1983 à Cali, est une actrice et danseuse colombienne. Elle est connue pour son rôle de protagoniste de la telenovela La hija del mariachi, pour avoir joué Policarpa Salavarrieta dans la série La Pola et pour son rôle dans la telenovela à succès La reina del flow, où elle joue Yeimy Montoya / Tammy Andrade.

## Biographie

### Jeunesse
Carolina Ramirez naît le 20 juin 1983 à Cali, dans une famille de la haute société. Elle est la fille de Nora Quintero et de Hernando Ramirez, ingénieur industriel et ancien joueur du Deportivo Cali à l'époque de Carlos Salvador Bilardo. Durant son enfance, elle et sa famille doivent déménager très souvent car ils sont l'une des victimes de l'UPAC.
Au début, Carolina Ramírez se prépare à devenir danseuse, car depuis qu'elle est toute petite, c'est son rêve. Ses parents la soutiennent et la font entrer dans une école de danse. Elle arrive à Bogotá à l'âge de 15 ans et continue à étudier le ballet. Elle étudie au Colegio Santa Mariana de Jesus. Elle continue dans le monde du ballet, elle se produite trois fois à Cuba et grâce à cela elle rencontre le directeur John Bolivar, qui lui suggère de jouer dans le feuilleton El Inútil, après quoi sa présence à la télévision colombienne devient évidente. Elle épouse Mariano Bacaleinik, un homme d'affaires argentin, vers 2010. En 2019, grâce à la loi de l'acteur récemment approuvée au congrès de la République, elle obtient, avec plus de 35 acteurs, un master en art dramatique de l'Université d'Antioquia en alliance avec l'Académie des arts de Guerrero.

### Carrière
Carolina est actuellement l'une des meilleures et des plus appréciées actrices de la télévision colombienne. L'un de ses premiers emplois à la télévision a lieu en 2002, dans l'émission pour enfants Jack El Despertador, diffusée le samedi et le dimanche matin de 8 à 12 heures, où elle joue le rôle de Lila.
En 2004, elle joue dans la série de Caracol Televisión, Séptima puerta. Historias Inexplicables, dans le rôle de Jenny Candela, une jeune journaliste qui a enquêté sur des cas de paranormal avec son partenaire Tomás Cabal, Jorge López. C'est entre 2006 et 2008 qu'elle a réussi à consolider sa carrière d'actrice grâce au rôle principal de Rosario Guerrero, la douce chanteuse de ranchera du bar Plaza Garibaldi dans La Hija del Mariachi. Ce personnage a permis à la Caroline de se faire connaître au niveau national et même international.
En 2010, elle joue dans La Pola, produit par RCN Television, une telenovela basée sur des événements historiques de l'époque de la reconquête de la vice-royauté espagnole de Nouvelle-Grenade.
Elle joue également le rôle de Mariale dans la deuxième saison de la série à succès El Capo, jouant l'une des épouses du personnage principal. Elle est juge aux côtés de Fernán Martínez et El Puma dans une émission de danse appelée La Pista, qui est diffusée par Caracol Televisión au cours de l'année 2013.
Le 11 avril 2014 a lieu sa première mondiale au Festival international du film de Carthagène le film Ciudad Delirio, une comédie romantique basée sur la salsa. L'histoire se déroule dans la ville colombienne de Cali, (la capitale mondiale de la salsa), une histoire d'amour classique de deux personnes de cultures différentes qui se trouvent dans des moments de leur vie où une relation romantique ne devrait pas avoir lieu, mais la force de la musique et de la danse les pousse ensemble, malgré le fait que la vie essaie de les séparer. À cette occasion, Carolina joue le rôle d'Angie, une danseuse et chorégraphe, qui espère passer une audition pour faire partie du spectacle de salsa le plus célèbre du monde, "Delirio", et met en scène les acteurs Julián Villagrán, Jorge Herrera, John Alex Castillo, Vicky Hernández, Ingrid Rubio, Margarita Ortega, Álvaro Rodríguez, entre autres,.
En 2018, elle joue dans la telenovela à succès La reina del flow en interprétant Yeimy Montoya / Tammy Andrade produite par Caracol Televisión,.
Elle joue actuellement le rôle de Hannan dans De brutas, nada, produit par Sony Pictures Television pour Amazon Prime Video,,.

## Filmographie

### Télévision
| Année     | Titre                         | Personnage                         | Rôle           | Chaîne             |
| --------- | ----------------------------- | ---------------------------------- | -------------- | ------------------ |
| 2020-2021 | De brutas, nada               | Hannah Larrea                      | Reparto        | Amazon Prime Vídeo |
| 2018      | La reina del flow             | Yeimy Montoya / Tammy Andrade      | Protagonista   | Caracol Televisión |
| 2016      | Contra el tiempo              | Andrea Laverde                     | Protagonista   | Canal RCN          |
| 2012-2013 | El capo 2                     | María Alejandra Parra "Mariale"    | Coprotagonista | Canal RCN          |
| 2012      | Mujeres asesinas              | Mariana, La obstinada              | Reparto        | Canal RCN          |
| 2010-2011 | La Pola                       | Policarpa Salavarrieta             | Protagonista   | Canal RCN          |
| 2009      | Las trampas del amor          | Mariana Romano                     | Protagonista   | Canal RCN          |
| 2007      | Hasta que la plata nos separe | Rosario del Pilar Guerrero Santana | Reparto        | Canal RCN          |
| 2006-2008 | La hija del mariachi          | Rosario del Pilar Guerrero Santana | Protagonista   | Canal RCN          |
| 2006-2007 | Decisiones                    | Varios personajes                  | Reparto        | Telemundo          |
| 2006      | Así es la vida                |                                    | Reparto        | Canal RCN          |
| 2005      | Unidad Investigativa          |                                    | Reparto        | Canal RCN          |
| 2004-2005 | Séptima puerta                | Jenny Candela                      | Protagonista   | Caracol Televisión |
| 2003-2004 | Francisco el Matematico       | Sílvia                             | Reparto        | Canal RCN          |
| 2002-2003 | La lectora                    | Remedios "Cherry" Carranza         | Reparto        | Canal RCN          |

### Téléréalité
| Année     | Titre               | Personnage | Rôle | Note                   |
| --------- | ------------------- | ---------- | ---- | ---------------------- |
| 2001-2002 | Jack el Despertador | Lila       |      | Programme pour enfants |
| 2013      | La pista            | Carolina   | Jury | Concours de danse      |

### Cinéma
| Année | Titre                           | Personnage | Réalisateur       | Rôle                  |
| ----- | ------------------------------- | ---------- | ----------------- | --------------------- |
| 2019  | Niña errante                    | Carolina   | Rubén Mendoza     | personnage secondaire |
| 2019  | Cuando los hombres quedan solos | Vivian     | Fernando Martínez | Personnage principal  |
| 2014  | Ciudad Delirio                  | Angie      | Chus Gutiérrez    | Personnage principal  |
| 2006  | Soñar no cuesta nada            | Herlinda   | Rodrigo Triana    | personnage secondaire |

## Théâtre
| Année     | Œuvre                                           | Personnage               | Lieu                                |
| --------- | ----------------------------------------------- | ------------------------ | ----------------------------------- |
| 2019      | Woyzeck                                         | María, esposa de Woyzeck | Teatro Colón                        |
| 2019      | Anónima                                         | Directora y coreógrafa   | Hysterya Fest                       |
| 2018-2019 | Lo que queda de nosotros                        | Nata                     | Teatro ABC                          |
| 2018      | Canción para dueto                              |                          | Teatro Colón                        |
| 2017-2018 | Shakespeare enamorado                           | Viola de Lesseps         | Teatro Colón                        |
| 2016      | El amor de las luciernagas                      | María Celorio            | Teatro Nacional Fanny Mikel         |
| 2015-2016 | Burundanga                                      | Ana                      | Teatro La Castellana / Teatro libre |
| 2013-2014 | No se si cortarme las venas o dejármelas largas | Nora                     | Teatro la Castellana                |
| 2012      | Palabras encadenadas                            | Laura                    | Teatro Nacional                     |
| 2011-2012 | Toc toc                                         | Lili                     | Teatro Nacional                     |
| 2008      | Closer                                          | Alicia                   | Teatro Nacional                     |
| 2005-2006 | Carta a una desconocida                         |                          |                                     |
| 2004      | Crónica de una muerte anunciada                 | Angela Vicario           | Teatro Nacional                     |
| 2003-2004 | La fiesta del chivo                             |                          | Teatro Nacional                     |
| 2003-2004 | Blanche-Neige et les Sept Nains                 | Blanche-Neige            | Teatro Nacional                     |

## Prix et nominations
| Année | Prix                                           | Catégorie                                                              | Film/série/montage   | Résultat |
| ----- | ---------------------------------------------- | ---------------------------------------------------------------------- | -------------------- | -------- |
| 2019  | Festival du cinéma espagnol de Malaga, Espagne | Biznaga d'argent pour la meilleure actrice dans un second rôle         | Niña errante         | Gagnante |
| 2019  | Premios India Catalina                         | Meilleure actrice principale dans un feuilleton ou une série télévisée | La reina del flow    | Nommée   |
| 2019  | Premios India Catalina                         | Meilleur talent préféré du public                                      | La reina del flow    | Gagnante |
| 2013  | Premios India Catalina                         | Meilleure actrice de soutien dans une série ou une mini-série          | El capo 2            | Nommée   |
| 2011  | Premios India Catalina                         | Meilleure actrice principale dans un feuilleton ou une série télévisée | La Pola              | Nommée   |
| 2007  | Premios TVyNovelas                             | Meilleure actrice principale                                           | La hija del mariachi | Nommée   |
| 2004  | Premios TVyNovelas                             | Meilleure actrice débutante                                            | La lectora           | Gagnante |

### Autres prix
- Prix Mara au Venezuela pour sa performance dans La hija del mariachi.
- Elle a participé à l'émission péruvienne Fuego Cruzado, Vidas Extremas